# روبرت بنري جونز
روبرت بنري جونز (بالإنجليزية: Rupert Penry-Jones)‏ هو ممثل بريطاني، ولد في 22 سبتمبر 1970 بلندن في المملكة المتحدة.

## أعمال

### أفلام
- (1997) جين اير
- (2005) نقطة المباراة[5][6]
- (2006)  الأيام الأخيرة

## وصلات خارجية
- روبرت بنري جونز على موقع IMDb (الإنجليزية)
- روبرت بنري جونز على موقع ميتاكريتيك (الإنجليزية)
- روبرت بنري جونز على موقع روتن توميتوز (الإنجليزية)
- روبرت بنري جونز على موقع ألو سيني (الفرنسية)
- روبرت بنري جونز على موقع ميوزك برينز (الإنجليزية)
- روبرت بنري جونز على موقع أول موفي (الإنجليزية)
- روبرت بنري جونز على موقع قاعدة بيانات برودواي على الإنترنت (الإنجليزية)
- روبرت بنري جونز على موقع قاعدة بيانات الأفلام السويدية (السويدية)
- روبرت بنري جونز على موقع قاعدة بيانات الفيلم (الإنجليزية)
- روبرت بنري جونز على موقع كينوبويسك (الروسية)